# آلا بوجاتشيفا
آلا باريسافنا بوغاتشوفا (بالروسية: Алла Борисовна Пугачёва)‏ أو بوغاتشوفا (وهو الاسم الذي يعكس المنطوق الروسي لها بصورة دقيقة، (بالروسية: pʊɡɐˈtɕovə)‏
)، (المولودة في 15 من إبريل 1949م)، هي عازفة موسيقية سوفيتية وروسية. بدأت رحلتها المهنية عام 1965م واستمرت بها إلى اليوم. ونظرًا «لأدائها الواضح للميزو سوبرانو وإظهارها الكامل للمشاعر الجياشة»، فقد تمتعت بمكانة بارزة في الاتحاد السوفيتي السابق كونها أكثر العازفات السوفيتيات نجاحًا في ضوء مبيعاتها من الأسطوانات وشهرتها الكبيرة كذلك. فقد أصبحت فنانة جديرة بالتقدير في جمهورية روسيا السوفيتية الاتحادية الاشتراكية في عام 1980، وفنانة الشعب في جمهورية روسيا السوفيتية الاتحادية الاشتراكية في عام 1985، وفنانة الشعب في الاتحاد السوفييتي الاشتراكي في عام 1991.

## السيرة الذاتية المهنية
ولدت بوجاتشيفا لأمها زينايدا أرخيبوفنا أوديجوفا وأبوها بوريس ميخائيلوفيتش بوجاتشيف في موسكو، في 15 من إبريل 1949م. وفي عام 1956م، التحقت بمدرسة الموسيقى رقم 31، ثم التحقت بكلية الموسيقى التي أسسها إيوليتاوف إيفانوف. ثم درست في المدرسة رقم 496، وأكملت دراستها هناك عام 1964م. وبعد ذلك، درست في قسم الأداء الكورالي في الكلية. وسجّلت بوجاتشيفا أول ألبوماتها، وهو «روبوت»، عام 1965م، لبرنامج راديو البلد الصباحي.
أنهت بوجاتشيفا دراستها الجامعية في 1966م ثم سافرت في جولة مع مجموعة «يونوست» (الشباب) في غربي صربيا. وفي العام التالي بدأت العمل كعازفة بيانو مرافقة في كلية السيرك الوطنية الموسيقية. وقد قدمت الأصوات الرائدة إلى عدد من الفرق الموسيقية، بما في ذلك فرقة نوفي إلكترون (إلكترون الجديدة) وهي جزء من جمعية الأوركسترا الوطنية في ليبيستك، في 1966م، وموسكفيتشي (كوسكفيتش)، في 1971م، وفرقة أوليج لوندستريم في عامي 1972م، و1973م، وفيسيولي ريبياتا (ميري فوكس) في عامي 1974م،و1975م. وكذلك سجلت أغنيات عديدة خلال تلك الفترة للعديد من الأفلام. وفي عام 1974م، احتلت المرتبة الثالثة في مسابقة أوول يونيون للموسيقيين، وهو الأمر الذي أصابها بما يشبه الإحباط. أما في عام 1975م، حصلت على الجائزة الكبرى في المسابقة الدولية «جولدن أورفيوس» حينما عزفت أغنية «هارليكوين». وقد أصدرت شركة أميجا أغنيتها الفائزة كأغنية فردية في ألمانيا الشرقية. وبعد ذلك، أصدرت شركة بالكانتون، في بلغاريا، التسجيل المباشر لأغنية «هارليكوين» من المهرجان كأغنية فردية. وبعد عامٍ واحد، عادت بوجاتشيفا إلى «جولدن أورفيوس» للعزف في حفلة خارج المنافسة. وقد طرحت شركة بالكانتون تسجيلات حية من ألبوم بوجاتشيفا الأول تحت عنوان زولوتوي أورفي 76 (Zolotoy Orfey 76). وفي العام نفسه، سجلت بوجاتشيفا عددًا من الأغنيات في الدراما الكوميدية الموسيقية سخرية الأقدار حيث أدت الصوت الغنائي لناديا البطلة.